# Раньєрі де Кальцабіджі
Раньєрі де Кальцабіджі (італ. Ranieri de' Calzabigi; нар. 23 грудня 1714 — пом. липень 1795) — італійський лібретист.
Народився в Ліворно, з 1750 жив у Парижі, з 1760 — у Відні, де співпрацював з К. В. Ґлюком і Г. Анджоліні. 1755 року виклав ідеї оперної реформи у «Дисертації про драматичну поезії синьйора абата П. Метастазіо». Ці ідеї отримали розвиток у написаних на його лібрето операх Ґлюка «Орфей та Еврідіка», «Альцеста», «Паріс і Єлена» та балеті «Дон Жуан».